# 科爾曼 (加利福尼亞州)
科爾曼（英語：Coleman）是位於美國加利福尼亞州內華達縣的一個非建制地區。該地的面積和人口皆未知。

## 地理
科爾曼的座標為39°10′39″N 120°58′33″W / 39.17750°N 120.97583°W，而該地的平均海拔高度為777米（即2549英尺）。